# Ófehértói lőtér
Ófehértói lőtér este o arie protejată (arie specială de conservare — SAC, sit de importanță comunitară — SCI) din Ungaria întinsă pe o suprafață de 159,06 ha, integral pe uscat.

## Localizare
Centrul sitului Ófehértói lőtér este situat la coordonatele 47°55′17″N 22°04′26″E / 47.921389°N 22.073889°E.

## Înființare
Situl Ófehértói lőtér a fost declarat sit de importanță comunitară în mai 2004 pentru a proteja 2 specii de animale. Situl a fost protejat și ca arie specială de conservare în februarie 2010.

## Biodiversitate
Situată în ecoregiunea panonică, aria protejată conține 1 habitat natural: Stepe panonice nisipoase.
La baza desemnării sitului se află mai multe specii protejate:
- mamifere (1): popândău (Spermophilus citellus)
- nevertebrate (1): Carabus hungaricus

Pe lângă speciile protejate, pe teritoriul sitului au mai fost identificate 1 specie de nevertebrate, 1 specie de reptile.